# ヴェイユ・コホモロジー
代数幾何学においてヴェイユ・コホモロジー（Weil cohomology）理論とは、代数的サイクルとコホモロジー群の相互作用に関する特定の公理を満たすコホモロジーである。アンドレ・ヴェイユにちなんで名づけられ周モチーフの圏が、周モチーフを介して因数分解するという意味で、ヴェイユ・コホモロジー理論にとって普遍的である限り、ヴェイユ・コホモロジー理論はモチーフの理論において重要な役割を果たす。ただし、周モチーフの圏はアーベル圏ではないため、ヴェイユ・コホモロジー理論を与えない。